# 福島県道121号日下石新沼線

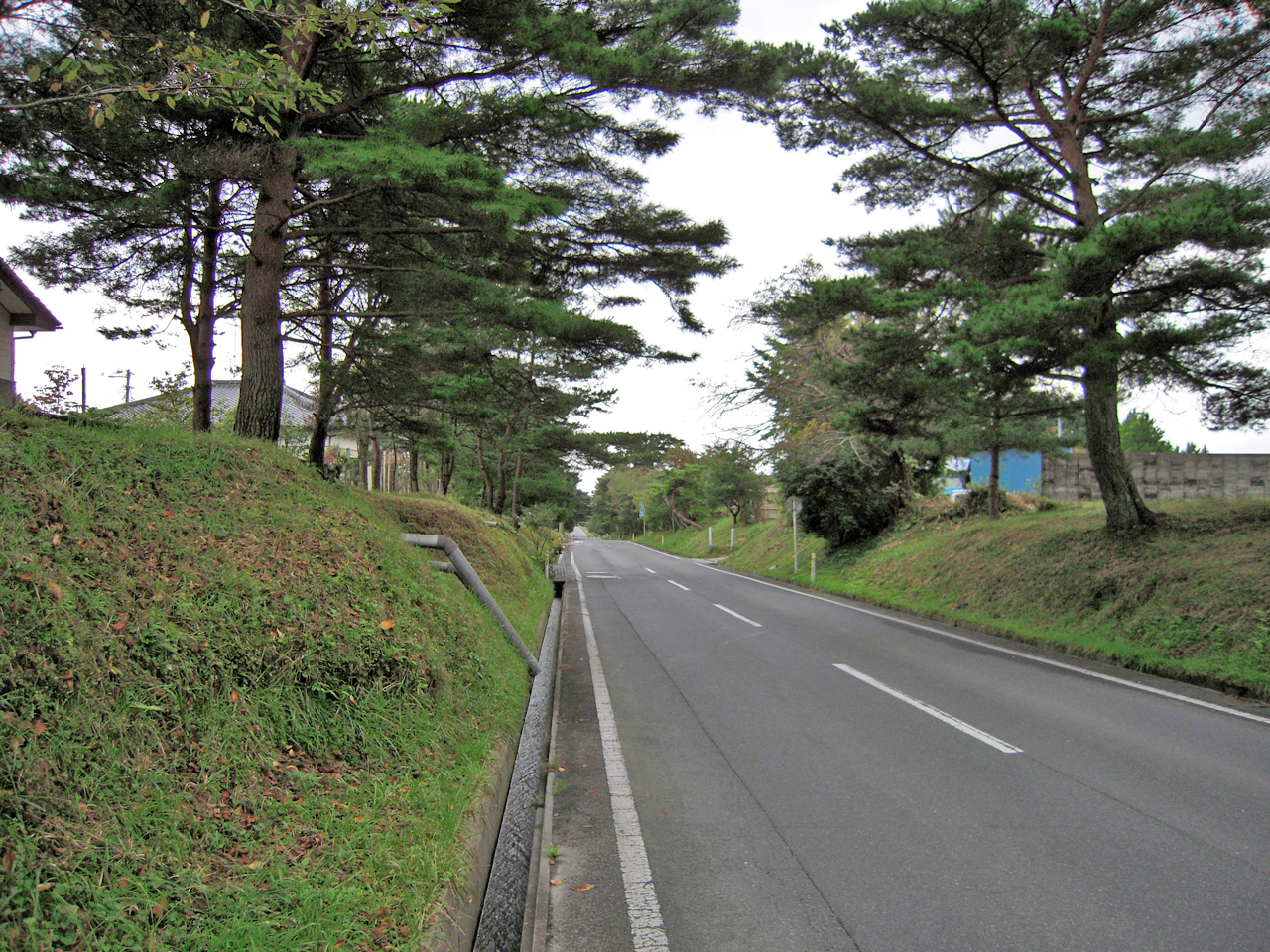
相馬市日下石付近。松林の間を貫く区間は旧陸前浜街道の面影を残している（2008年10月）。

福島県道121号日下石新沼線（ふくしまけんどう121ごう にっけしにいぬません）は、福島県相馬市にある一般県道である。相馬市の中心部を貫く。

## 路線概要
- 起点：相馬市日下石字福田
- 終点：相馬市石上字南白鬚
- 総延長：6.263 km[1]
  - 実延長：6.233 km
- 路線認定年月日：1966年11月22日[2]

旧来の陸前浜街道であり、現在福島県道394号相馬新地線として供用されている旧国道6号が開通する以前の国道であり、相馬市街地中心部を通過する。

### 道路施設
- 宇多川橋

## 通過する自治体
- 福島県
  - 相馬市

## 接続・交差する道路
- 国道6号（日下石字福田 起点）
- 福島県道270号山上赤木線（立谷字町畑）
- 国道115号相馬南バイパス（中野字向陽） - 福島市方面へのハーフインター
- 国道115号（中村字大町）
- 福島県道394号相馬新地線（石上字南白鬚 終点）

## 沿線
- 公立相馬総合病院